# Monodactylus
Monodactylus – rodzaj ryb okoniokształtnych z rodziny monodaktylowatych (Monodactylidae).

## Klasyfikacja
Gatunki zaliczane do tego rodzaju:
- Monodactylus argenteus – srebrzyca[3]
- Monodactylus falciformis
- Monodactylus kottelati
- Monodactylus sebae – srebrzyca Seby[3]

Gatunkiem typowym rodzaju jest M. falciformis.

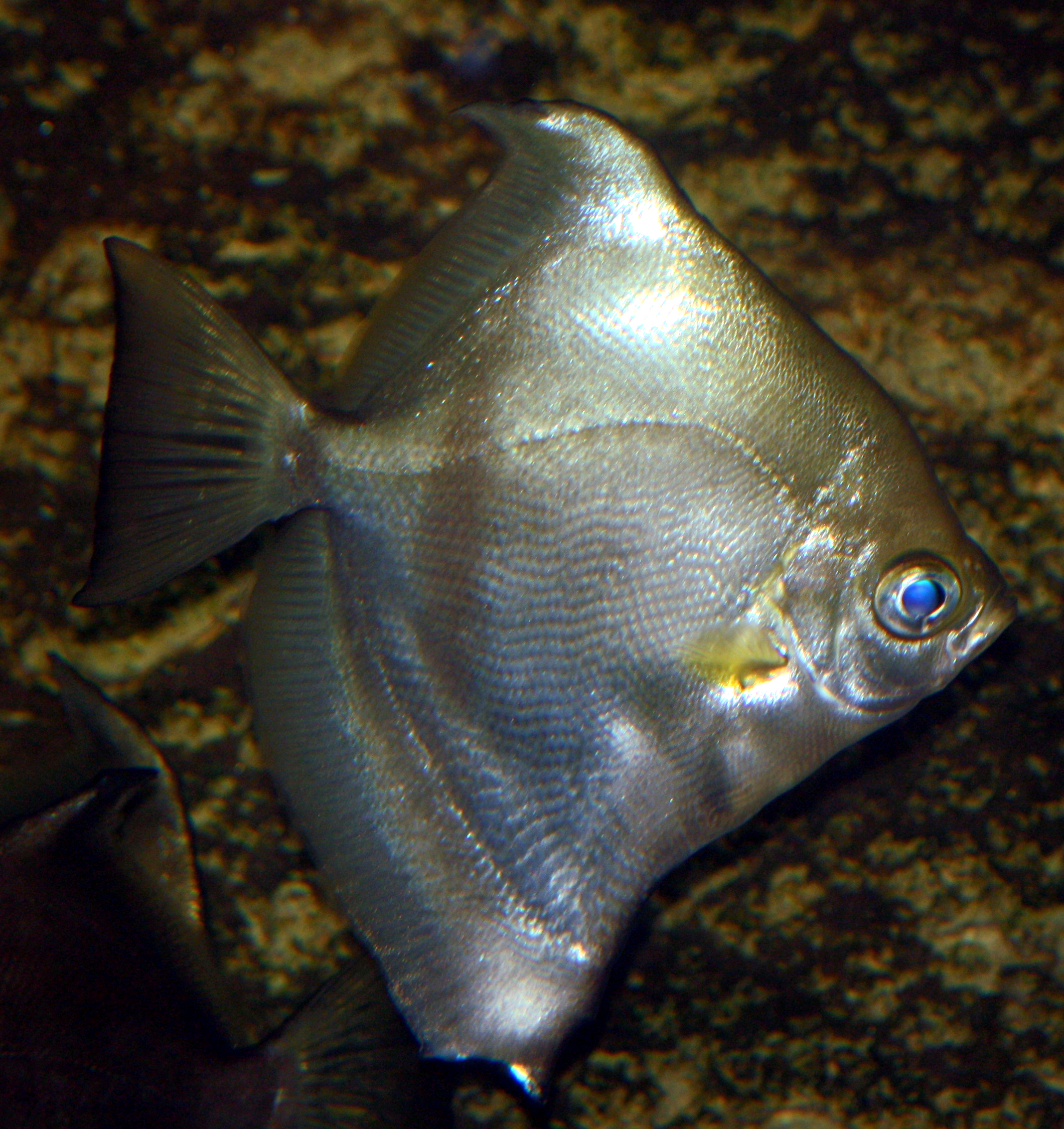
Monodactylus sebae